# سیما تیرانداز
سیما تیرانداز (زادهٔ ۹ شهریور ۱۳۴۹) در تهران، بازیگر اهل ایران است.

## زندگی
دارای مدرک تحصیلی کارشناسی در رشته ادبیات نمایشی از دانشگاه آزاد و کارشناسی ارشد کارگردانی و بازیگری از دانشکدهٔ سینما و تئاتر است. آغاز فعالیت سیما تیرانداز از سال ۱۳۶۷ با نمایش‌های آموزشی مدرسه هنر و ادبیات صدا و سیما زیر نظر جاری سابق خود -گلاب آدینه- بود. با بازی در نقش کوتاهی در فیلم هامون ساخته داریوش مهرجویی به سینما آمد و سپس در فیلم بانو ساخته دیگر داریوش مهرجویی بازی کرد. اما سایه‌های هجوم فرصت مناسبی برای هنرنمایی او بود که برای بازی در همین فیلم نامزد جایزه بهترین بازیگر زن از یازدهمین دوره جشنواره فیلم فجر شد.
سیما تیرانداز با ناصر هاشمی هنرپیشهٔ سینما و صدا و سیما ازدواج کرد، اما پس از مدتی از یکدیگر جدا شدند. سپس با مجید نصیری جوزانی بازیگر فیلم جاده‌های سرد، ازدواج کرد که این ازدواج نیز سرانجامی نداشت و این دو از هم جدا شدند.

## فیلم‌شناسی

### فیلم سینمایی
- بانو (داریوش مهرجویی ۱۳۷۰)
- سایه‌های هجوم (احمد امینی ۱۳۷۱)
- جاده عشق (رجب محمدین ۱۳۷۲)
- پاداش سکوت (مازیار میری ۱۳۸۵)
- شکلات داغ (حامد کلاهداری ۱۳۸۸)
- به امید دیدار (محمد رسول‌اف۱۳۹۱)
- ع ش ق (قاسم جعفری ۱۳۹۳)
- وروجک‌ها (فرزاد اژدری ۱۳۹۳)
- فراری (علیرضا داوودنژاد ۱۳۹۴)
- ماجان (رحمان سیفی‌آزاد ۱۳۹۵)
- پشت دیوار سکوت (مسعود جعفری جوزانی ۱۳۹۵) در عنوان بندی نیامده
- به وقت خماری (محمدحسین لطیفی ۱۳۹۶)
- عطر داغ (علی ابراهیمی ۱۳۹۶)
- سلفی با دموکراسی (علی عطشانی ۱۳۹۸)
- تورقوزآباد (علی شاه‌حاتمی ۱۳۹۸)

### مجموعه‌های تلویزیونی
- آئینه (سری سوم) (۱۳۶۶)
- خانه‌ای در تاریکی (۱۳۸۲)
- حلقه سبز (۱۳۸۶)
- ستایش ۱  (۱۳۸۹)
- سی‌امین روز (۱۳۹۰)
- ستایش ۲ (۱۳۹۲)
- دودکش (۱۳۹۲)
- نفس گرم (۱۳۹۴)
- پادری شبکه ۱ (۱۳۹۵)
- بچه مهندس ۲  (۱۳۹۷)
- هیولا (۱۳۹۸)
- از یادها رفته  (۱۳۹۸)
- ستایش ۳  (۱۳۹۸)
- مسابقه سینمایی «چهار، سه، دو، یک»، (از اعضای هیئت داوری) (۱۳۹۸)
- خانه امن (۱۳۹۹)
- دراکولا (۱۴۰۰)
- دودکش ۲  (۱۴۰۰)
- مسابقه تلویزیونی هماهنگ (از اعضای هیئت داوری) (۱۴۰۲)
- داوینچیز  (۱۴۰۲)
- سوجان (۱۴۰۳)
- یزدان[۲] (۱۴۰۴)
- شام ایرانی (۱۴۰۴)

### فیلم کوتاه
- بانوی آواز خوان (بازیگر ۱۳۹۸)
- چهار بهار (۱۳۸۶)
- پس از مه
- سرگیجه (۱۳۸۷)[۳]
- سایه‌های بلند گناه (شهرام شاه‌حسینی، ۱۳۸۸)

### تئاتر
- «مرگ یزدگرد» (بازیگر ۱۳۷۰)
- «هتل عروس» (کارگردان)
- «دخترک شب طولانی» (کارگردان)
- «محاله فکر کنید اینطوری هم ممکنه بشه» (کارگردان و بازیگر)
- تله تئاتر «بازرس کل» (بازیگر ۱۳۸۱)
- «حیات خلوت» (بازیگر ۱۳۸۵)
- «مانیفست چو» (بازیگر ۱۳۸۷)
- «پری خوانی عشق و سنگ» کارگردان :چیستایثربی (بازیگر ۱۳۸۹)[۴]
- «آواز از دورترین کرانه مه آلود زمین» کارگردان:شهرام گیل آبادی (بازیگر ۱۳۸۹)
- «خانمچه و مهتابی» (بازیگر ۱۳۸۹)
- «خدای کشتار» (بازیگر ۱۳۹۲)
- «تقدیر بازان» (کارگردان، بازیگر، طراح لباس، طراح نور ۱۳۹۴)[۵][۶]
- «نیازمندی‌ها» (طراح و کارگردان ۱۳۹۵)
- «پاره‌های ساده» (بازیگر ۱۳۹۶)[۷]
- «یک دقیقه و سیزده ثانیه» کارگردان :شهرام گیل آبادی (بازیگر ۱۳۹۷)
- بوتولیسم (کارگردان، طراح صحنه و لباس ۱۳۹۷)
- راپسودی (کارگردان ۱۳۹۸)
- عاشقانه‌های خیابان، کارگردان :شهرام گیل آبادی (بازیگر ۱۳۹۷)
- عاشقانه‌ها، کارگردان:شهرام گیل آبادی (بازیگر ۱۴۰۱)
- ۶۵۷، کارگردان:شهرام گیل آبادی (بازیگر ۱۴۰۲)

## جوایز
- جایزه بهترین بازیگر زن از دهمین جشنواره تئاتر فجر برای نمایش مرگ یزدگرد (۱۳۷۰)
- جایزه بهترین بازیگر زن از بیستمین جشنواره تئاتر فجر
- نامزد جایزه بهترین بازیگر نقش اول در یازدهمین جشنواره فیلم فجر برای فیلم سایه‌های هجوم.
- برنده تندیس بهترین بازیگر نقش مکمل زن از یازدهمین جشن خانه سینما برای فیلم پاداش سکوت.
- برنده جایزه بهترین بازیگر زن از بیست و هشتمین جشنواره تئاتر فجر برای نمایش پری خوانی عشق و سنگ ۱۳۸۸.[۸]